# Maurice Audebert
Pour les articles homonymes, voir Audebert.
Maurice Audebert est un enseignant, homme de théâtre et écrivain français, né à Tarbes le 18 juillet 1923 et mort le 4 juillet 2012 dans le 15e arrondissement de Paris.

## Biographie
Maurice Audebert commence à écrire pour le théâtre dès l'âge de 18 ans. Après ses études à Toulouse, il est reçu à l'agrégation de philosophie (1956) et enseigne dans plusieurs établissements, avant d'être nommé au lycée Romain-Rolland d'Ivry-sur-Seine à la fin des années 1960. Il participe à cette époque, comme comédien et dramaturge, à la naissance du Studio théâtre à Vitry-sur-Seine aux côtés de Jacques Lassalle.
Il publie un premier roman, Heureux qui comme Ulysse..., à 81 ans.

## Publications
- Peut-on se passer de métaphysique ?, avec Pierre Fontan, Françoise de Gruson, Louis Jugnet et Louis Millet, Presses universitaires de France, 1954
- Heureux qui comme Ulysse..., Buchet-Chastel, 2004
- Le Tombeau de Greta G., Actes Sud, 2007